# Antipsihotik
|  | Molimo pročitajte upozorenje o korištenju medicinskih informacija. Ne provodite liječenje bez savjetovanja s liječnikom! |

Antipsihotici ili neuroleptici su lijekovi koji se koriste za liječenje simptoma psihoze, poput zabluda i halucinacija viđenih kod shizofrenije, shizoafektivnog poremećaja i manične faze bipolarnog poremećaja. Korištenje antipsihotika izvan preporučene indikacije uključuje liječenje anksioznosti i nesanice; agresivno ponašanje; i zablude, halucinacije i druga remetilačka ponašanja koja ponekad prate Alzheimerovu bolest. Antipsihotični lijekovi blokiraju receptore neurotransmitera dopamina. U kliničkoj su upotrebi od 1950-ih. Oni su primarni medicinski tretman za shizofreniju, a također se koriste u psihotičnim epizodama akutne manije, psihotične depresije i psihoze izazvane lijekovima. Korisnici s demencijom koji imaju psihotične simptome ponekad odgovaraju niskim dozama konvencionalnih antipsihotika. Kratkotrajna terapija antipsihoticima može biti korisna za prolazne psihotične simptome poput onih koji se viđaju u osoba s graničnim poremećajem ličnosti.

## Mehanizam djelovanja
Glavno djelovanje svih antipsihotika u živčanom sustavu blokira receptore za neurotransmiter dopamin; međutim, terapijski mehanizam djelovanja samo je djelomično shvaćen. Dopaminski receptori klasificirani su u potkategorije (D1, D2, D3, D4 i D5), a D2, D3 i D4 povezani su s mentalnim bolestima. Tipikalantipsihotični lijekovi su snažni antagonisti (blokatori) D2, D3 i D4. To ih čini učinkovitima u liječenju simptoma meta, ali također proizvodi mnoge ekstrapiramidalne nuspojave zbog blokiranja D2 receptora.
Noviji, atipični, antipsihotični lijekovi relativno su slabi blokatori D2, što može objasniti manju učestalost ekstrapiramidalnih nuspojava. Uz to, atipični antipsihotici inhibiraju ponovni unos serotonina, kao i neki od antidepresiva, povećavajući njihovu učinkovitost u liječenju depresivnih aspekata shizofrenije.
Razvija se nova generacija antipsihotika, nazvana stabilizatori dopaminskog sustava. Ti lijekovi nastoje stabilizirati dopamin; to jest, oni čuvaju ili pojačavaju dopaminergički prijenos kada je prenizak, a smanjuju kad je previsok. To rezultira kontrolom simptoma bez nekih nuspojava drugih antipsihotika. Prvi lijek ove vrste, odobren je za uporabu u studenom 2002.
Četiri antipsihotika dostupna su u depo injekcijama, oblik lijeka za produženo oslobađanje za terapiju održavanja. Dva konvencionalna antipsihotika koriste sezamovo ulje kao sredstvo za injekcije, tako da se lijek s vremenom polako apsorbira, pa je potrebna rjeđa primjena kako bi se održali željeni terapijski učinci.

## Nuspojave

### Ekstrapiramidalne nuspojave
Ekstrapiramidalni simptomi (EPS), ozbiljni neurološki simptomi, glavni su popratni učinci antipsihotičnih lijekova. Uključuju akutnu distoniju (nevoljno stezanje mišića), pseudoparkinsonizam i akatiziju (nemogućnost fizičkog mirovanja). Iako se često kolektivno naziva EPS, svaka od ovih reakcija ima nejasne značajke. Jedan slučaj može iskusiti sve reakcije u istom toku terapije, što otežava njihovo razlikovanje. Blokada D2 receptora u području moždanog stabla mozga odgovorna je za razvoj EPS-a. Konvencionalni antipsihotični lijekovi uzrokuju veću učestalost EPS-a nego netipični antipsihotični lijekovi.
Terapije za akutnu distoniju, pseudoparkinsonizme i akatiziju su slične i uključuju smanjenje doze antipsihotika, promjenu u drugi antipsihotik, ili uzimanje antikolinergičkih lijekova. Iako antikolinergični lijekovi također proizvode nuspojave, atipični antipsihotični lijekovi često se prepisuju jer se smanjuje učestalost EPS.
Distonija uključuje akutnu mišičnu ukočenost i grčeve, ukočen ili debeo jezik s poteškoćama u gutanju i, u težim slučajevima, laringospazam i respiratorne poteškoće (poteškoće s disanjem). Distonija, tj. nevoljno stezanje mišića, će se najvjerojatnije pojaviti u prvom liječenju, kod osoba mlađih od 40 godina, kod muškaraca i kod onih koji dobivaju lijekove visoke potencije, poput haloperidola i tiotiksena. Može nastati grč ili ukočenost u mišićnim skupinama koje obuhvaćaju vrat, oči ili cijelo tijelo. Neposredno liječenje antiholinergičkim lijekovima obično donosi brzo olakšanje.

### Parkinsonizam izazvan lijekovima ili pseudoparkinsonizam
Simptomi podsjećaju na simptome Parkinsonove bolesti i uključuju ukočeno držanje; lice poput maske; smanjeni zamah rukama; preslakivanje, festinirajući hod (malim koracima); kruti zupčanik (pokreti zglobova nalik na zvečku); slinjenje; tremor; bradikardija; i grubi pokreti palca i prstiju dok miruju. Parkinsonizam se liječi promjenom na antipsihotični lijek koji ima nižu incidenciju EPS-a ili dodavanjem oralnog antikolinergičnog sredstva ili amantadina, koji je agonist dopamina koji povećava prijenos dopamina blokiranog antipsihotičkim lijekom.

### Akatizija
Akatizija je intenzivna potreba za kretanjem. Korisnik djeluje nemirno ili uznemireno, često ukočenog držanja ili hoda i nedostatka spontanih gesta. Taj osjećaj unutarnjeg nemira i nemogućnosti mirnog sjedenja ili odmora često navodi oboljele da prekinu s uzimanjem antipsihotičnih lijekova. Akatizija se može liječiti promjenom antipsihotičnih lijekova ili dodatkom oralnog sredstva kao što je beta-blokator, antikolinergik ili benzodiazepin. Čini se da je mehanizam nastanka akatizije povezan s mehanizmom sindroma nemirnih nogu.

### Maligni neuroleptički sindrom
Maligni neuroleptički sindrom (NMS) je potencijalno kobna, iako rijetka, reakcija na antipsihotični (ili neuroleptički) lijek. Glavni simptomi NMS-a su krutost; visoka temperatura; autonomna nestabilnost poput nestabilnog tlaka u krvi, dijaforeze i bljedoće; delirij; i povišen nivo enzima, posebno kreatin-fosfokinaze.
Osobe s NMS-om obično su zbunjene i često nijeme; mogu varirati od uznemirenosti do omamljenosti. Čini se da svi antipsihotici mogu izazvati NMS, ali velike doze lijekova visoke potencije povećavaju rizik. Većina NMS-a javlja se u prva 2 tjedna terapije ili nakon povećanja doze, ali to se može dogoditi u bilo kojem trenutku. Dehidracija, loša prehrana i istodobna medicinska bolest povećavaju rizik za NMS. Liječenje uključuje trenutni prekid svih antipsihotičnih lijekova i uspostavu podržavajuće medicinske skrbi za liječenje dehidracije i hipertermije dok se fizičko stanje korisnika ne stabilizira. Nakon NMS-a, odluka o liječenju korisnika drugim antipsihotičkim lijekovima zahtijeva potpunu raspravu između korisnika i liječnika kako bi se odmjerili relativni rizici u odnosu na potencijalne koristi terapije.

### Tardivna diskinezija
Tardivna diskinezija (TD), sindrom trajnih nehotičnih kretanja, vrlo je rijetka nuspojava uzrokovana dugotrajnom uporabom konvencionalnih antipsihotičkih lijekova. Simptomi TD uključuju nehotične pokrete jezika, mišića lica i vrata, gornjih i donjih ekstremiteta i trunkalne muskulature. Karakteristični su nabijanje i isturenje jezika, mazanje usana, treptanje, grimasiranje i drugi pretjerani nepotrebni pokreti lica. Nakon što se razvije, TD je nepovratna, iako smanjenje ili ukidanje antipsihotičnih lijekova može zaustaviti njezino napredovanje.
Antipsihotični lijekovi mogu prikriti simptome TD; to jest, povećane doze antipsikotičnog lijeka uzrokuju da početni simptomi privremeno nestanu. Kako se simptomi TD-a pogoršavaju, oni „probijaju“ učinak antipsihotičnog lijeka. Sprječavanje TD-a jedan je od ciljeva kod primjene antipsihotika. To se može postići održavanjem doza održavanja što je moguće nižom, promjenom lijekova i povremenim nadgledanjem oboljelih zbog početnih znakova TD-a. Korisnicima koji su već razvili znakove TD-a, ali još uvijek trebaju uzimati antipsihotične lijekove, često se daje jedan od atipičnih antipsihotičkih lijekova za koje još nije utvrđeno da uzrokuju ili pogoršavaju TD.

### Antikolinergične nuspojave
Antikolinergičke nuspojave često se javljaju uz upotrebu antipsihotika i uključuju ortostatsku hipotenziju, suha usta, zatvor, mokrenje ili retenciju, zamagljen vid u blizini, suhe oči, fotofobija, začepljenost nosa i smanjenje pamćenja. Ove se nuspojave obično smanjuju u roku od 3 do 4 tjedna, ali u potpunosti ne nestaju. Osoba koja uzima antikolinergična sredstva za EPS može imati povećane probleme s antikolinergičnim djelovanjem. Korištenje napitaka bez kalorija ili tvrdih slatkiša može ublažiti suhoću usta; Omekšivači stolice, dovoljan unos tekućine i uključivanje žitarica i voća u prehranu mogu spriječiti zatvor.

### Ostale nuspojave
Antipsihotični lijekovi također povećavaju razinu prolaktina u krvi. Povišeni prolaktin može prouzročiti povećanje i osjetljivost grudi kod muškaraca i žena; prigušeni libido, erektilna i orgazmička disfunkcija i nepravilnosti kod muškaraca; i povećani rizik od raka dojke, a može pridonijeti debljanju. Povećanje tjelesne težine može pratiti većinu antipsihotičnih lijekova, ali to je najvjerojatnije kod atipičnih antipsikotičkih lijekova.